# Franciszek Kleeberg
Franciszek Kleeberg, poljski general, * 1888, † 1941.